# Luchtmacht
Een luchtmacht of luchtwapen is een militaire organisatie die voornamelijk opereert in zich in de lucht afspelende oorlogen. Normalerwijze wordt er gebruikgemaakt van een combinatie van gevechtsvliegtuigen, bommenwerpers, helikopters en andere vliegtuigen.
Bij de meeste (maar niet alle) legers wordt er organisatorisch onderscheid gemaakt tussen de landmacht, de zeemacht en de luchtmacht, en zijn het grotendeels onafhankelijke onderdelen. De Sovjet-Unie had zelfs twee luchtmachten: een voor de luchtverdediging en één tactische voor aanvalstaken.
Daar waar een krijgsmachtdeel de luchtoorlog ziet als integraal onderdeel van de eigen oorlogvoering, wenst het controle te hebben over eigen luchteenheden. Daarom beschikken de meeste marines en diverse landmachten over een eigen vliegdienst. Zo kan een luchtmobiele eenheid in de Verenigde staten over eigen landmachthelikopters beschikken en is de eenheid niet afhankelijk van een luchtmachtcommandant. Bij de meeste marines hebben grote schepen vaak helikopters ten behoeve van de onderzeebootbestrijding, een taak waarbij de varende aspecten minstens zo belangrijk zijn als de vliegende. Hetzelfde geldt voor alle vliegdekoperaties vanaf vliegdekschepen. In de Verenigde Staten heeft zelfs het Korps Mariniers eigen luchteenheden.

## Luchtmachten
| Luchtmacht                               | Land                |
| ---------------------------------------- | ------------------- |
| Royal Australian Air Force               | Australië           |
| Luchtcomponent                           | België              |
| Koninklijke Canadese luchtmacht          | Canada              |
| Luchtmacht van het Volksbevrijdingsleger | China               |
| Luftwaffe                                | Duitsland           |
| Franse luchtmacht                        | Frankrijk           |
| Indonesische luchtmacht                  | Indonesië           |
| Israëlische luchtmacht                   | Israël              |
| Koninklijke Luchtmacht                   | Nederland           |
| Koninklijke Nieuw-Zeelandse luchtmacht   | Nieuw-Zeeland       |
| Russische luchtmacht                     | Rusland             |
| Luchtmacht                               | Suriname            |
| Turkse luchtmacht                        | Turkije             |
| Royal Air Force                          | Verenigd Koninkrijk |
| United States Air Force                  | Verenigde Staten    |